# Красный мост (Орёл)
Кра́сный мост (до 1919 года — Марии́нский мост)  в Орле — стальной двухпролётный мост балочной конструкции через Оку в историческом центре города, соединяющий Гостиную улицу на левом берегу Оки с Московской на правом. В основе современного моста — опоры Мариинского моста, построенного в 1877—1879 инженером А. Лебединским, разрушенного при отступлении из города немецко-фашистскими захватчиками в 1943 году. 
Восстановлен в 1944 году во временном деревянном исполнении, в 1950 году в капитальном исполнении (с заменой несущих пролётов).

## Старый Сошный мост
Территория левого берега Оки относилась к территории Малого острога Орловской крепости — второй линии укреплений после стен Орловского кремля. У Пятницких ворот Малого острога (с 1640 — Большого) был перекинут деревянный Сошный мост, соединявший город с Московской дорогой. Ворота города получили название по иконе Параскевы Пятницы, покровительницы и охранительницы городов, вделанной в киоте над воротным проездом. Мост через Оку у Пятницких ворот существовал ещё в XVI веке и его «изстари мащивали уездные сошные люди», отчего он и получил своё название. Мост имел большое значение не только для торговли города, являясь одной из немногих постоянных переправ в верховьях Оки, по которой почти непрерывным потоком шли с юга и на юг торговые обозы, путники и богомольцы, но и военное значение. Весь мыс постоянно подтапливался и прилегающий мост сносился во время больших половодий. Когда однажды во время очередного разлива Оки его снесло, орловский воевода Семён Волконский жаловался, что из-за отсутствия моста, в случае набега татар, среди уездных жителей, сбегавшихся в город в осаду, «утопленных людей будет много и против воинских людей (неприятеля) из города выехать твоим государевым ратным людям не можно за тое реку Оку». Содержание и восстановление моста после особенно сильных половодий было делом весьма трудоёмким и хлопотным. Около 1645 года по челобитью уездных дворян и детей боярских ремонт моста был возложен на уездных стрельцов и казаков. Последние в своих челобитных отказывались это делать, ссылаясь на то, что они «изстари с уездными людми сошнова никакова дела не делывали и под городом на Оке реке сошнова мосту не мащивали». Но в указной грамоте им было велено «мостить мост» через Оку в городе, а уездным дворянам и детям боярским чинить и строить мосты по «большим дорогам» в уезде, где они их делали «наперед сево».
Деревянные мосты сменялись одним за другим, во время половодий организовывалась паромная переправа. После утверждения регулярного плана застройки XVIII века город стал быстро расти на всех берегах протекающих здесь рек. На рисунке первой половины XIX века между Кромской и Заокской частями города всё ещё видны деревянные мосты.

## Мариинский мост (1879)
В XIX веке губернский город Орёл стал обрастать промышленными предприятиями. В 1868 году через город была проведена железная дорога. К 1870-м годам необходимость постройки капитального постоянного моста стала особенно остро.
В 1877 году инженером А. Лебединским для губернского города Орла были разработаны проекты постоянных мостов: Александровского и Мариинского. В книге орловского архитектора Фёдорова есть сведения о месте хранения чертежей и планов первых металлических мостов Орла:
... Однажды, работая в Центральном государственном историческом архиве в Петербурге, я обнаружил среди документов техническо-строительного комитета в фонде Министерства внутренних дел интереснейшие оригиналы проектов первых металлических мостов в городе Орле. Обширные материалы этих проектов, кажется впервые за сто с лишним лет, привлекли внимание исследователя истории Орла.
Всегда с каким-то душевным трепетом прикасаюсь я к старинным документам письменности и графики и стараюсь представить себе их авторов и обстоятельства их создания. Поэтому понятно моё волнение, с которым развернули мы с сотрудницей архива вычерченные на тончайшей полотняной кальке голубоватого цвета чертежи орловских мостов, многочисленные листы расчётов, пояснительных записок и т.п. некоторые чертежи пришлось расстилать на длинных столах, так как они достигали четырёх – пяти метров!

«Проект постоянного железного моста голландской системы через Оку в городе Орле» — было выведено каллиграфическим шрифтом на титульном листе. Точно такая же надпись и на проекте Александровского моста через Орлик. Оба проекта датированы 1877 годом и подписаны инженером А. Лебединским (ЦГИА, ф. 1293, оп. 167, д. 50, 1877 г.).
Изображение этого моста, открытого 19 февраля 1880 года, дошло до нас в рисунке, датируемом 1880 годом, известного петербургского художника А. К. Бегрова по наброску преподавателя рисования Орловского реального училища Е. Н. Савёлова. 
По преданию, Мариинский мост строился пленными турками, захваченными в 1878 году. На обоих берегах были построены каменные арочные опоры, а посередине реки одна каменная опора, на кои и опирался двухпролётный мост с галереей из литых конструкций. Над въездами на мост было написано его название. Ажурное литьё Мариинского моста было одной из визитных карточек города. Старые фотографии могут частично показать красоту моста голландского типа, удачно вписывающегося в панораму центра города.
В описаниях «Наиболее замечательные казённые и общественные здания и сооружения в г. Орле» за 1903 год можно найти некоторые интересные факты: «Орловский Мариинский мост через Оку построен в бытность губернатора К. Н. Боборыкина и головы Н. В. Митина инженером Лебединским. Мост сделан прочно, поражает красотой постройки, которая обошлась в сумму до 400 т. руб.; длинные подъезды к мосту устроены на красивых каменных арках. С устройством моста прекращено громадное неудобство для горожан по сообщению во время полой воды между первой и второй частями города и расходование городом громадных сумм ежегодно на устройство временных мостов и перевозов». Устройство постоянных мостов дало возможность провести в губернском городе электрический трамвай.
В 1898 году в Орле было открыто трамвайное движение, которое соединило все части города. Через Мариинский мост был проложен двухколейный путь колеи 1000 мм (узкой), а по верхним конструкциям навешена контактная сеть, которая не испортила архитектуру моста.
После октябрьского переворота в 1919 году было решено переименовать главные мосты Орла. Мариинский мост был переименован в Красный.
В 1934 году через мост открыто движение автобусных маршрутов №1 и 2.
В августе 1935 г. проведён капитальный ремонт с заменой трамвайных рельсов (трамваи не ходили в этот период).
В 1938-1941 гг. на мосту проводились повторные работы по переустройству трамвайных путей в ходе работ по перешивке его колеи с 1000 на 1520 мм (общесоюзной). В рамках этих работ на мосту были уложены два трамвайных пути широкой колеи, один из которых в совмещённом с колеёй 1000 мм исполнении (для пропуска как ширококолейных, так и узкоколейных вагонов).
3 октября 1941 года Орёл был захвачен немецкими войсками. На подписях к их фотографиям Красный мост по прежнему именуется Мариинским. В начале августа 1943 года из Орла отступали последние оставшиеся нацистские части. Ими были взорваны все мосты в городе, включая бывший Мариинский. Металлические конструкции были повреждены взрывом и упали в Оку, опоры, однако, остались стоять.

## Красный мост (1950)
После освобождения города 5 августа 1943 года рядом со взорванным Мариинским-Красным мостом были сооружены временные переправы, а по окончании войны началось восстановление капитального моста. На уцелевшие опоры была установлена двухпролётная стальная балка и увеличена ширина дорожного полотна до двух полос в обе стороны.
1 июля 1950 года новый Красный мост был открыт для движения и с тех пор его конструкция не менялась.
В апреле-июле 1968 г. на мосту смонтирована воздушная контактная сеть строившейся первой линии городского троллейбуса, 29 октября того же года через мост из Железнодорожного района в Заводской открыты троллейбусные рейсы с пассажирами маршрута №1.

## Капитальные ремонты с закрытием движения

### Капитальный ремонт (1981)
В ходе реализации были улучшены покрытия проезжей части, внесены изменения в конструкцию: в железобетонном основании сделаны прорези толщиной от 40 до 60 см для монтажа внешних металлических консолей тротуаров и мачт освещения (37 шт.). В реконструкции участвовало более 50 организаций и предприятий города, особенно Управление Орёлкоммунстрой и Орловская дистанция пути.
Весь общественный транспорт (кроме трамваев) на время реконструкции Красного моста был пущен в объезд через Советский район (по Октябрьскому и Тургеневскому мостовым переходам), а пешеходное движение было организовано через временный понтонный мост, который был проложен параллельно основному от Рыночного переулка до Новосильской улицы. Трамвайное движение осуществлялось по временной схеме: в Заводском районе челночным способом по обоим путям, в Железнодорожном районе с оборотом через разворотный треугольник на 4-ю Курскую улицу. Трамвайный маршрут №4 продолжал свою работу без изменений, для его обслуживания на кольце "Железнодорожный вокзал" возвели дополнительный тупиковый путь с пунктом технического обслуживания (осмотровой ямой).
Движение автобусов и троллейбусов возобновлено через мост 29 июля 1981 года, трамваев - несколько раньше.
Летом 1983 года на отремонтированном мосту смонтированы литые ограждения тротуаров.

### Капитальный ремонт (1999)
В 1999 году состояние моста потребовало вновь произвести капитальные работы. Для разворота троллейбусов на площади Мира было сооружено временное троллейбусное кольцо. Трамвайное движение было организовано челночным способом по обоим путям в Заводском районе, для дополнительного оповещения других участников о челночном движении на каждой кабине составов были установлены оранжевые проблесковые маячки. 4-й маршрут работал с ночевкой вагонов на кольце у железнодорожного вокзала.
В ходе ремонта дорожное полотно было демонтировано до железобетонного основания. Заново проложенные трамвайные рельсы не стали укладывать со шпалами, а залили бетоном.

### Капитальный ремонт (2021)
После сдачи по окончании продолжительного ремонта моста Дружбы через Оку, который расположен параллельно Красному выше по течению власти города объявили, что на капитальный ремонт закрывается главный мост Орла — Красный. Все маршруты общественного транспорта были перенесены на мосты Дружбы, Тургеневский и Октябрьский. Движение трамваев в отличие от капремонта 1999 г. от депо в сторону Железнодорожного района города было полностью прекращено. Часть подвижного состава было направлено на усеченный 3 маршрут — от депо до завода Химмаш. Вместо трамваев на их маршруты с индексом "Т" были пущены автобусы с теми же остановками.
1 февраля 2021 было закрыто движение по мосту. В феврале же начались работы по реконструкции. Тендер на производство капитального ремонта выиграла белгородская компания ООО «Ремспецмост», которая до этого производила ремонт моста «Дружбы». Местные СМИ уже после сдачи первого орловского моста сомневались в качестве произведенных работ, однако фирма получила контракт стоимостью в 1,4 млрд рублей со сроком завершения работ в ноябре 2022 г. Но уже в апреле 2021 года работы на Красном мосту были приостановлены.
Год спустя полиция предъявила директору компании Евгению Подрезову обвинение в подлоге документов и особо крупном мошенничестве. К тому времени срыв сроков выполнения работ стал виден невооруженным взглядом. В октябре 2021 года властями города контракт был расторгнут. Поиски нового подрядчики осложнялись тем, что цены на стройматериалы выросли со времени заключения изначального контракта.
В марте 2022 года с четвертой попытки мэрия г. Орла заключила контракт на ремонт моста. Новым подрядчиком стала московская компания ООО «Уваровская передвижная механизированная колонна №22», которая также выиграла тендеры на достройку всех мостов в области, которыми также занималась ООО «Ремспецмост». Сумма контракта составила 1,53 млрд руб со сроком окончания работ — 30 ноября 2023 года.
В августе 2023 мэрия рапортовала, что работы на Красном мосту завершены на 80%: выполнены сборка пролетного строения и продольная надвижка, бетонирование плиты под трамвайные пути, монтаж металлических лотков для прокладки кабелей наружного освещения и архитектурной подсветки, установка перил, окраска железобетонных конструкций, благоустройство территории на левом берегу.
По состоянию на октябрь 2023 года на мосту ведутся работы по устройству трамвайных путей, установлены опоры мачт освещения.
23 ноября 2023 года через мост осуществлено тестовое движение трамваев.
30 ноября 2023 года реконструкция моста, которая заняла почти 3 года, была торжественно завершена. На церемонии открытия присутствовали губернатор области Андрей Клычков, председатель облсовета Леонид Музалевский, мэр г. Орла Юрий Парахин, которые поздравили жителей города с долгожданным завершением ремонта и поблагодарили жителей за терпение, а рабочих «Уваровской ПМК» за выполненные работы. Движение по мосту торжественно открыли проездом трамвая, троллейбуса и автобуса.